# Serej

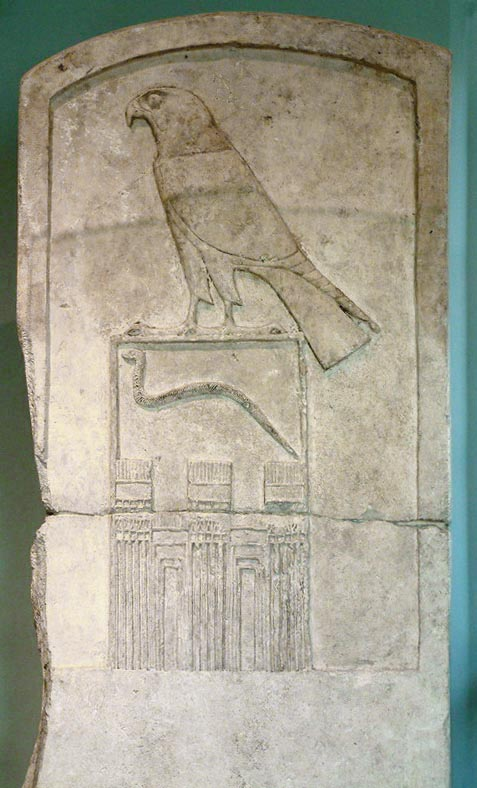
Horus sobre el serej.

Serej se denomina a una representación estilizada de la fachada de un edificio (o parte del mismo) llamada "fachada de palacio". En la parte superior se incluía el nombre del faraón escrito con jeroglíficos y sobre él se solía situar  un halcón que representaba al dios Horus.
Horus encima del Serej es una representación simbólica del palacio del rey protegido por el dios supremo del cielo. —F. Raffaele.
El serej ya aparece al principio de la historia egipcia en la Paleta de Narmer y grabado en algunas vasijas del periodo predinástico.
Aunque en los textos modernos figura algunas veces en posición horizontal, los egipcios siempre lo representaron en posición vertical.